# Anastas Avramidhi-Lakçe
Anastas Avramidhi-Lakçe sau Anastas Avram-Lakçe (n. 1821, Korçë, Ioannina Eyalet⁠(d), Imperiul Otoman – d. 1890, București, România) a fost un om de afaceri și filantrop albanez. Avramidhi s-a născut în orașul Korçë din sudul Albaniei moderne, care făcea parte atunci din Imperiul Otoman. A emigrat în tinerețe la București (România), unde a devenit un om de afaceri de succes.

## Biografie
Avramidhi s-a născut în orașul Korçë și a făcut parte din comunitatea aromână locală. S-a mutat la București unde a devenit un om de afaceri de succes și a plănuit să-și doneze averea locuitorilor din orașul său natal. Astfel, el a sponsorizat înființarea și funcționarea mai multor instituții educaționale, culturale și religioase locale. Catedrala ortodoxă locală „Sfântul Gheorghe” a fost renovată cu banii donați de el. A fondat în România în ianuarie 1885 asociația albaneză Drita (în română Lumina), redenumită apoi Dituria (în română Știința), pe care a condus-o în calitate de președinte.
El a intenționat, de asemenea, să sprijine înființarea unei școli albaneze la Korçë și a susținut financiar demersurile unor persoane ca Thimi Marko, care făceau eforturi pentru înființarea unor școli albaneze. În 1888 a publicat o carte intitulată „Către albanezi de la un albanez” scrisă în albaneză și tradusă în franceză, greacă și română. Cartea susținea în primul rând importanța educației în limba albaneză. El și-a lăsat averea, prin testament, asociațiilor care promovau educația în limba albaneză, dar testamentul său a fost blocat de Patriarhia Ecumenică de Constantinopol. Anastas Avramidhi l-a numit ca executor testamentar pe Orhan Pojani, un activist al Renașterii Naționale Albaneze. Deși intenționa inițial să sprijine înființarea primei școli albaneze din Korçë, după discuțiile avute cu reprezentanții bisericii ortodoxe din oraș, nu a mai sponsorizat această inițiativă.
În cele din urmă el a făcut donații către orașul său natal, Korçë, finanțând înființarea și funcționarea mai multor instituții educaționale, culturale și religioase grecești. Când a murit, el și-a donat întreaga avere fondului fiduciar local Lasso, creat pentru sprijinirea activităților culturale grecești din Korçë.